# Milagros Valdés
Milagros Valdés Domínguez-Macaya (Madrid, noviembre de 1939-13 de enero de 2024)fue una periodista y ejecutiva de televisión española, conocida por sus contribuciones a los medios de comunicación y su compromiso con causas progresistas. A lo largo de su vida, Valdés mantuvo una postura activa en la defensa de los derechos humanos, la libertad de pensamiento y la emancipación de la mujer, incluso después de la transición a la democracia en España.

## Trayectoria
Nació en 1939 en una familia carlista andaluza, hija de Joaquín Valdés Sancho (1914-1994), primer director del diario El Alcázar y propietario de Gráficas Espejo, titular de las cabeceras Díez Minutos y El Europeo, entre otras. Además, su padre fue una figura relevante en el periodismo de guerra y la resistencia antifranquista. Desde pequeña, Milagros mostró interés por la educación y la transformación social. Estudió en el Colegio de la Asunción y posteriormente, en 1955, inició la carrera de Derecho en la Universidad Complutense de Madrid, desafiando las convenciones sociales de su época al no limitarse al ámbito doméstico como era común para las mujeres de su posición social.
Abandonó sus estudios para casarse con Alfredo Zavala, con quien tuvo dos hijas y dos hijos. Zavala pertenecía a una familia de altos funcionarios, y era hijo de Alfredo de Zavala y Lafora, Gobernador del Banco de España en la Segunda República. Su compromiso con el cambio y su oposición a las convenciones sociales reaccionarias la llevaron a militar en el Partido Comunista de España (PCE) en 1973 y distribuyó clandestinamente el diario Mundo Obrero. Pese a haber dejado los estudios, continuó su formación académica, obteniendo una licenciatura en Psicología en el Instituto Internacional de Madrid, donde se inspiró para promover cambios en la educación infantil.
Su carrera profesional en los medios de comunicación comenzó en Televisión Española, donde fue directora de Programas Infantiles en 1974 bajo el mandato de Juan José Rosón, entonces director de Radiotelevisión Española. En la televisión pública destacó por su trabajo en el programa infantil Un globo, dos globos, tres globos, que revolucionó los formatos y contenidos tradicionales de la programación para menores. También fue responsable de introducir en la televisión española la serie sueca Pippi Calzaslargas, que promovía valores progresistas relacionados con la individualidad y la sociabilidad infantil. Su compromiso político la llevó a participar en la huelga de actores y actrices de 1975, y dimitió de Televisión Española por solidaridad. 
Después de su separación de Alfredo Zavala, en 1982 Valdés se casó con el escritor y editor comunista Alberto Méndez (1941-2004), autor de Los girasoles ciegos.
Su salida del ente público, la llevó a la empresa de su padre, Gráficas Espejo, y trabajó como redactora en la revista Diez Minutos con otros compañeros de profesión como Rafael Fraguas o Forges. En 1988, reeditó la cabecera de El Europeo, revista en la que fue la directora y que convirtió en una publicación cultural de gran formato y contenidos selectos. Posteriormente, Valdés fue también directora de la revista para mujers Dunia. En 2004, Valdés fue contratada por el grupo Vocento para dirigir la revista del corazón Gala hasta su cierre en 2006.
Valdés murió el 13 de enero de 2024 en Madrid tras haber sufrido Alzheimer.